# Oliván (Huesca)
Oliván ist ein spanischer Ort in der Provinz Huesca der Autonomen Gemeinschaft Aragonien. Oliván gehört zur Gemeinde Biescas. Das Dorf in den Pyrenäen liegt auf 900 Meter Höhe und hatte 30 Einwohner im Jahr 2019.

## Geschichte
Der Ort wurde im Jahr 1035 erstmals urkundlich erwähnt.

## Sehenswürdigkeiten

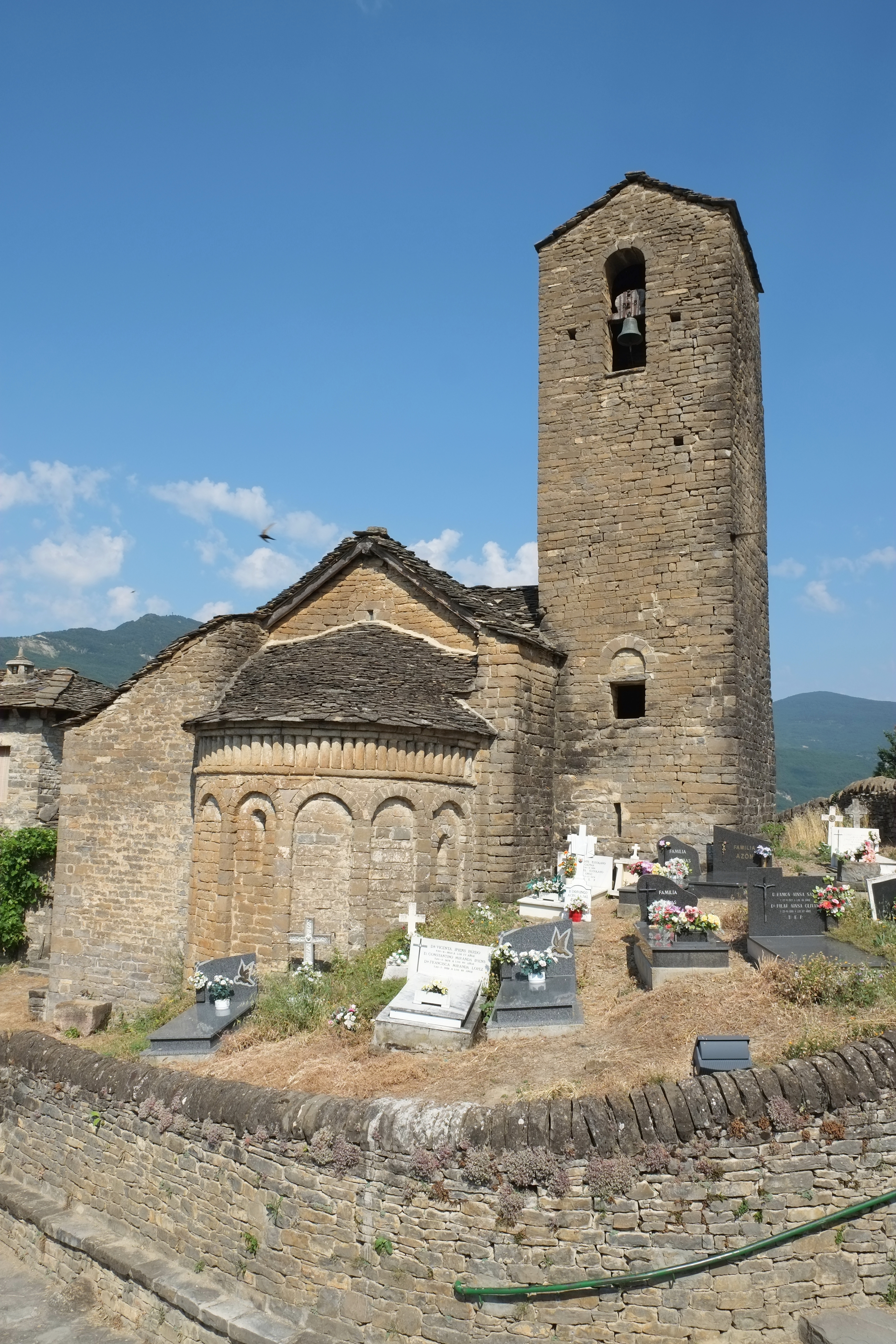
Kirche San Martín

- Romanische Pfarrkirche San Martín (Bien de Interés Cultural), erbaut um 1060[1][2]
- Ermita de Las Canales, erbaut im 16. Jahrhundert
- Ermita de la Virgen Chica, erbaut im 17. Jahrhundert